# قصر هييان

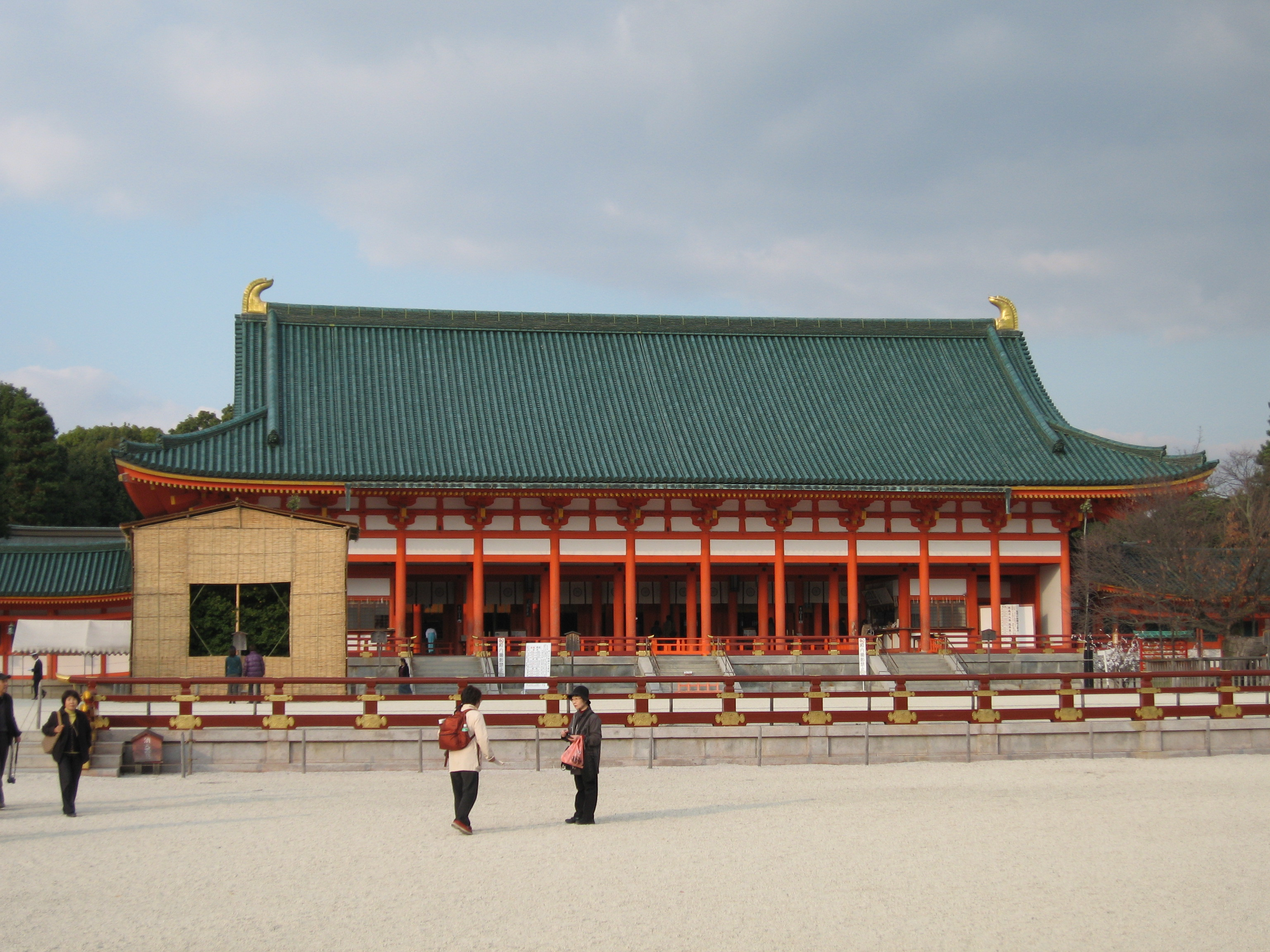
قصر هيبان

قصر هييان (باليابانية: 平安宮) هو قصر إمبراطوري قديم كان يقع في مدينة كيوتو والتي كانت عاصمة اليابان. كان هذا القصر المقر الرئيسي للأباطرة اليابانيين في فترة هييآن (794-1185). بني في فترة الإمبراطور كانمو والذي حكم من سنة 781 والى سنة 806. في سنة 1227 تعرض للحرق ولم يعرف موقعه لسنين طويلة. في عقد 1970 تم الكشف عن بعض اثاره في تلة عن طريق بعض الحفريات.